# Tellin
Tellin ist eine belgische Stadt und Gemeinde im Arrondissement Neufchâteau der Provinz Luxemburg.
Die Gemeinde besteht aus den Ortsteilen Tellin, Bure, Grupont und Resteigne. In jedem Ortsteil gibt es eine Kirche, beispielsweise in Grupont St. Denise und in Tellin St. Lambert.

## Geschichte
Bischof Walcaudis von Lüttich bestätigt dem Kloster St. Hubert im Jahr 817 auch Besitz in "Telins" (Wampach UQB 1935 Band I, Nr. 58). Dann schweigen die Urkunden für lange Zeit. Nach der belgischen Geschichtsschreibung gehörte Tellin jahrhundertelang zu drei Herrschaften, dem Amt Bure des Klosters St. Hubert, dem Amt Wellin der Grafschaft Luxemburg und der Grafschaft Bouillon. Das Schloss war lange im Besitz der Familie d´Hoffschmidt. Der Stadtteil Bure erscheint schon im Jahr 805 als Gut des Klosters St. Hubert (Chartes de l´abbaye ... no. 003 bei francia.ahlfeldt.se). Diese Besitzverhältnisse könnten bis zur Auflösung des Klosters im Jahr 1792 bestanden haben. 

## Sehenswürdigkeiten
- Glocken- und Carillon-Museum
- Kirchen
- Windpark-Projekt

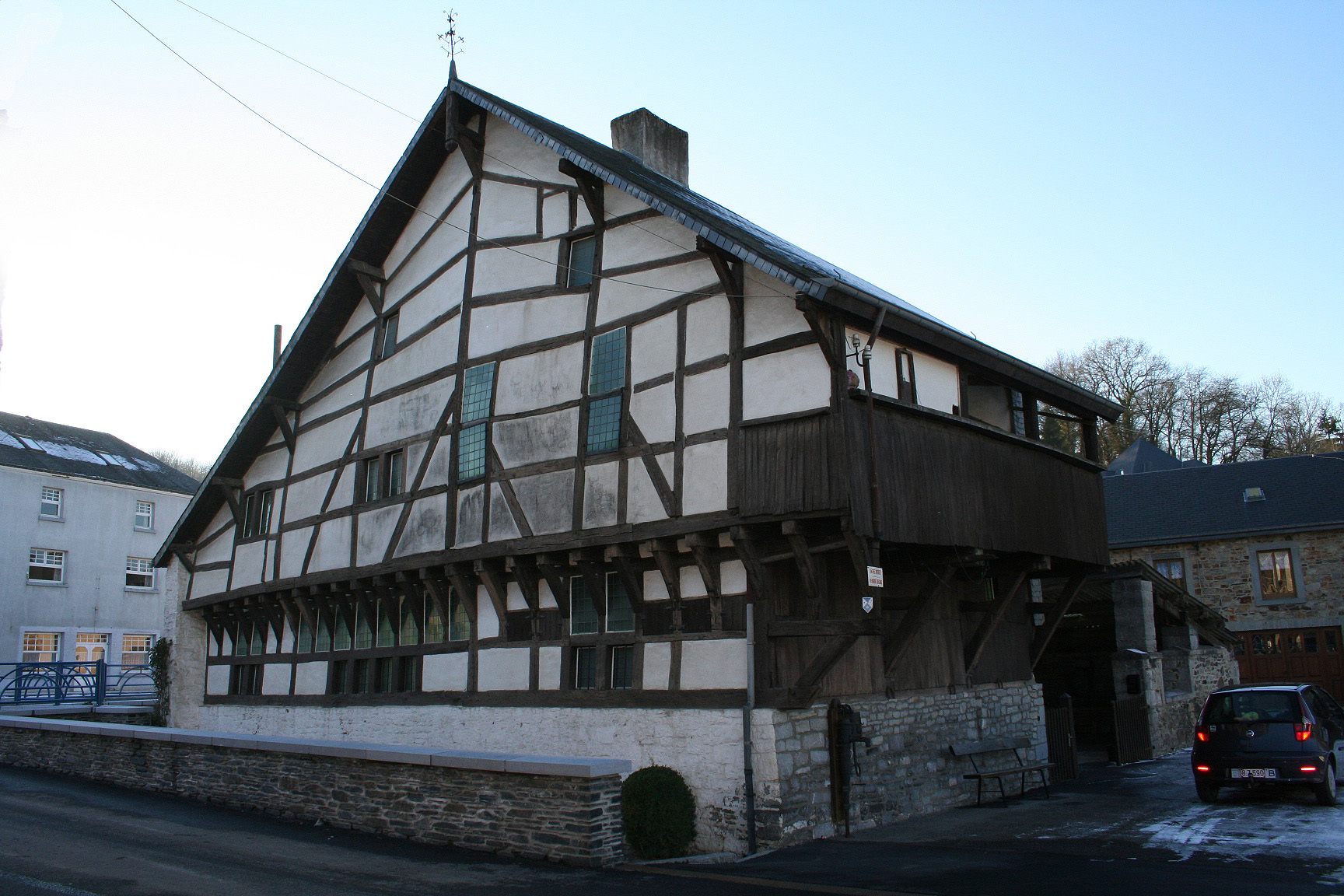
Spanisches Haus in Grupon
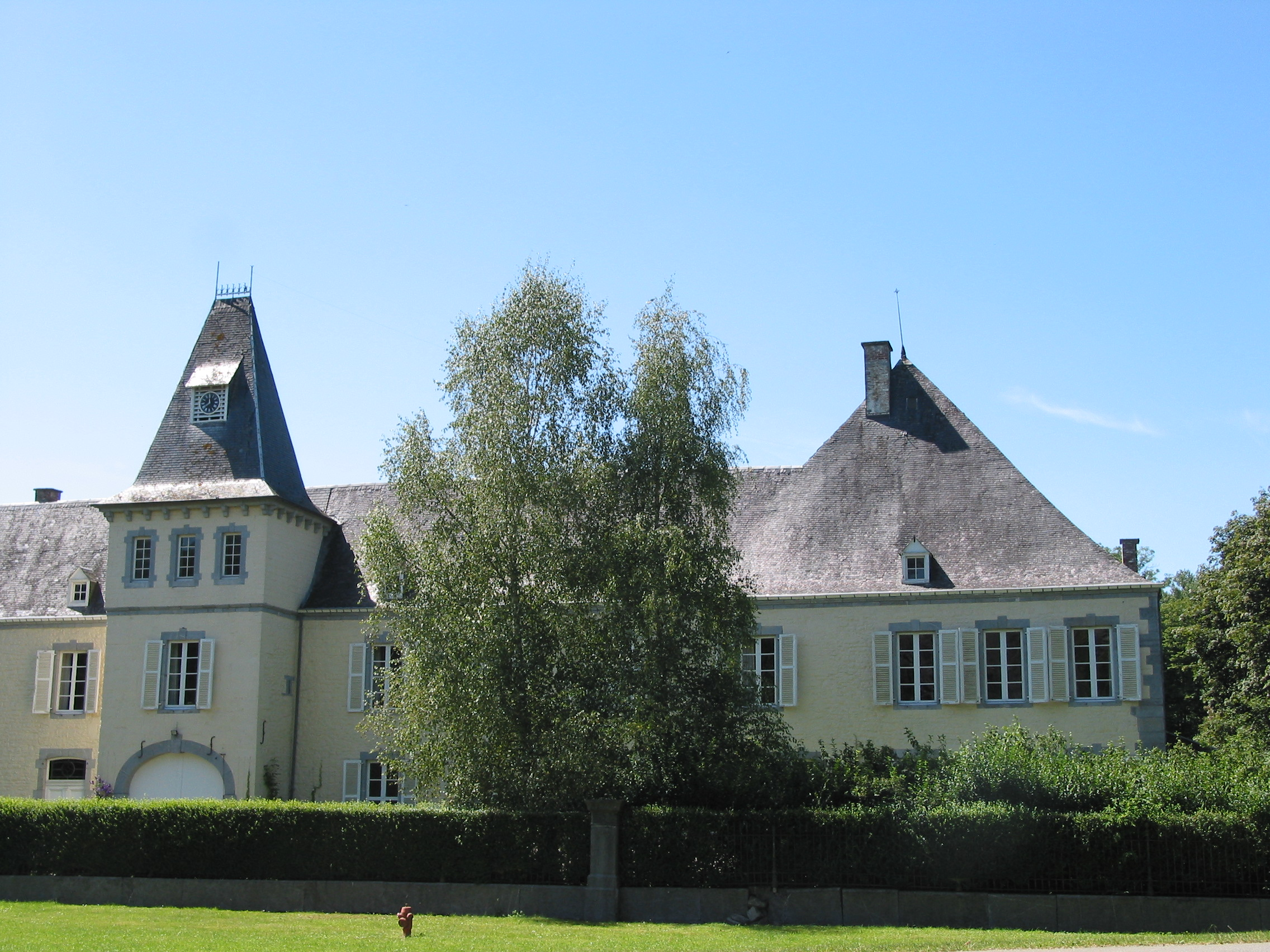
Schloss in Resteigne
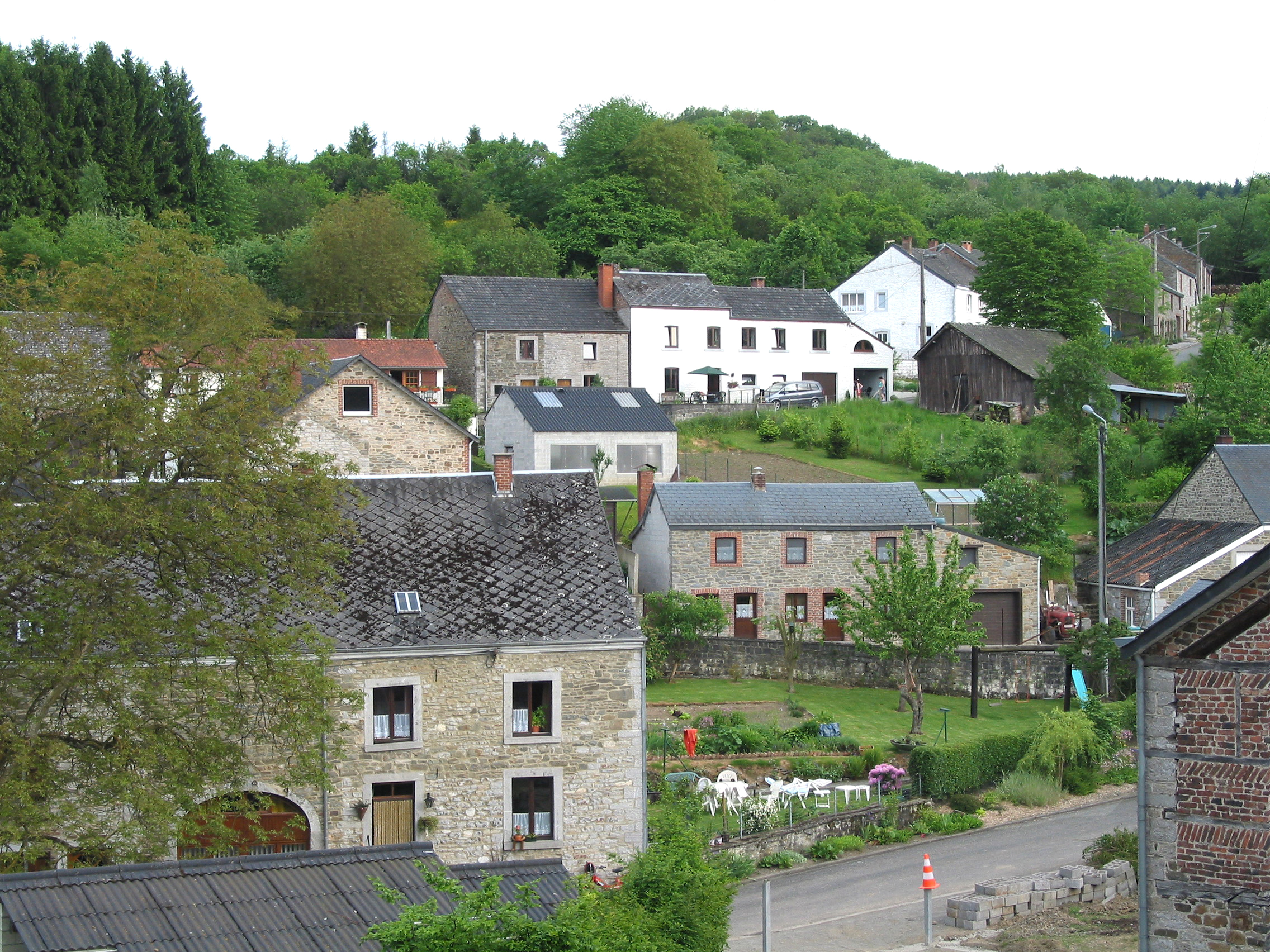
Ansicht von Val des Cloches, Tellin